# Karl Pfeffer-Wildenbruch
Karl Pfeffer-Wildenbruch, född 12 juni 1888 i Kalkberge-Rüdersdorf, död 29 januari 1971 i Bielefeld, var en tysk Obergruppenführer. Som befälhavare för IX. Waffen-Gebirgskorps der SS (kroatisches) i Budapest 1944–1945 dekorerades han med Riddarkorset av Järnkorset med eklöv.
En sovjetisk domstol dömde 1949 Pfeffer-Wildenbruch till 25 års fängelse; han frisläpptes dock 1955.